# Windcrest
Windcrest é uma cidade localizada no estado norte-americano do Texas, no Condado de Bexar.

## Demografia
Segundo o censo norte-americano de 2000, a sua população era de 5105 habitantes.
Em 2006, foi estimada uma população de 5149, um aumento de 44 (0.9%).

## Geografia
De acordo com o United States Census Bureau tem uma área de 4,7 km², dos quais 4,7 km² cobertos por terra e 0,0 km² cobertos por água.

## Localidades na vizinhança
O diagrama seguinte representa as localidades num raio de 8 km ao redor de Windcrest.